# ChemPhysChem
ChemPhysChem è una rivista accademica che pubblica articoli di chimica fisica.  È posseduta dall'organizzazione ChemPubSoc Europe, che raggruppa le 14 società chimiche europee. Viene pubblicata dall'editore Wiley-VCH. Nel 2014 l'impact factor è risultato 3,419.